# Evgenij Fëdorovič Dragunov
Evgenij Fëdorovič Dragunov, o Евгений Фёдорович Драгунов in cirillico (Iževsk, 20 febbraio 1920 – Iževsk, 4 agosto 1991), è stato un ingegnere e progettista sovietico.
Dragunov è conosciuto per ruolo che ebbe nell'inventare il fucile semiautomatico che porta il suo nome

## Biografia
Nato in una famiglia di armaioli, Dragunov ha lavorato come macchinista in fabbrica prima di iniziare il servizio militare nel 1939. Dopo la seconda guerra mondiale nel 1945 tornò a Iževsk e si unì all'ufficio progetto armi, lavorando come ingegnere nel progetto su fucili da tiro sportivi e civili negli anni '50. Uno di questi, il fucile da tiro Biathlon, fu premiato all'oro olimpico nel 1964. Nel 1959 Dragunov presentò il suo progetto per un fucile da cecchino militare, l'SVD, che fu accettato nel servizio militare sovietico nel 1963, e in seguito divenne noto come fucile Dragunov. 
Dragunov ha anche partecipato al concorso che ha portato all'adozione di AKS-74U con un design a gas chiamato MA (malokalibernij avtomat). Sebbene l'avtomat di Dragunov fosse paragonabile in termini di prestazioni a quello di Kalashnikov, quest'ultimo aveva il vantaggio di condividere alcune parti con il fucile AK-74 già in produzione. Le parti non metalliche del MA erano fatte di poliammidi . Il MA è stato l'ultimo grande progetto di Dragunov. Il meccanismo di innesco utilizzato nel MA era abbastanza simile a quello precedentemente utilizzato nella mitragliatrice PP-71 , anche esso attribuito a Dragunov. 

## Armi correlate
- SVD Dragunov
- MTsV-56 "Taiga"
- PP-71